# پنجی
پانجی (به انگلیسی: Panaji) یک شهر در هند است که در گوا واقع شده‌است.

## خصوصیات
پانجی ۳۶ کیلومترمربع مساحت و ۱۱۴٬۴۰۵ نفر جمعیت دارد و ۷ متر بالاتر از سطح دریا واقع شده‌است.

## خواهرخوانده
شهر آکاپولکو، گوئررو خواهرخواندهٔ پانجی هست.

## نگارخانه

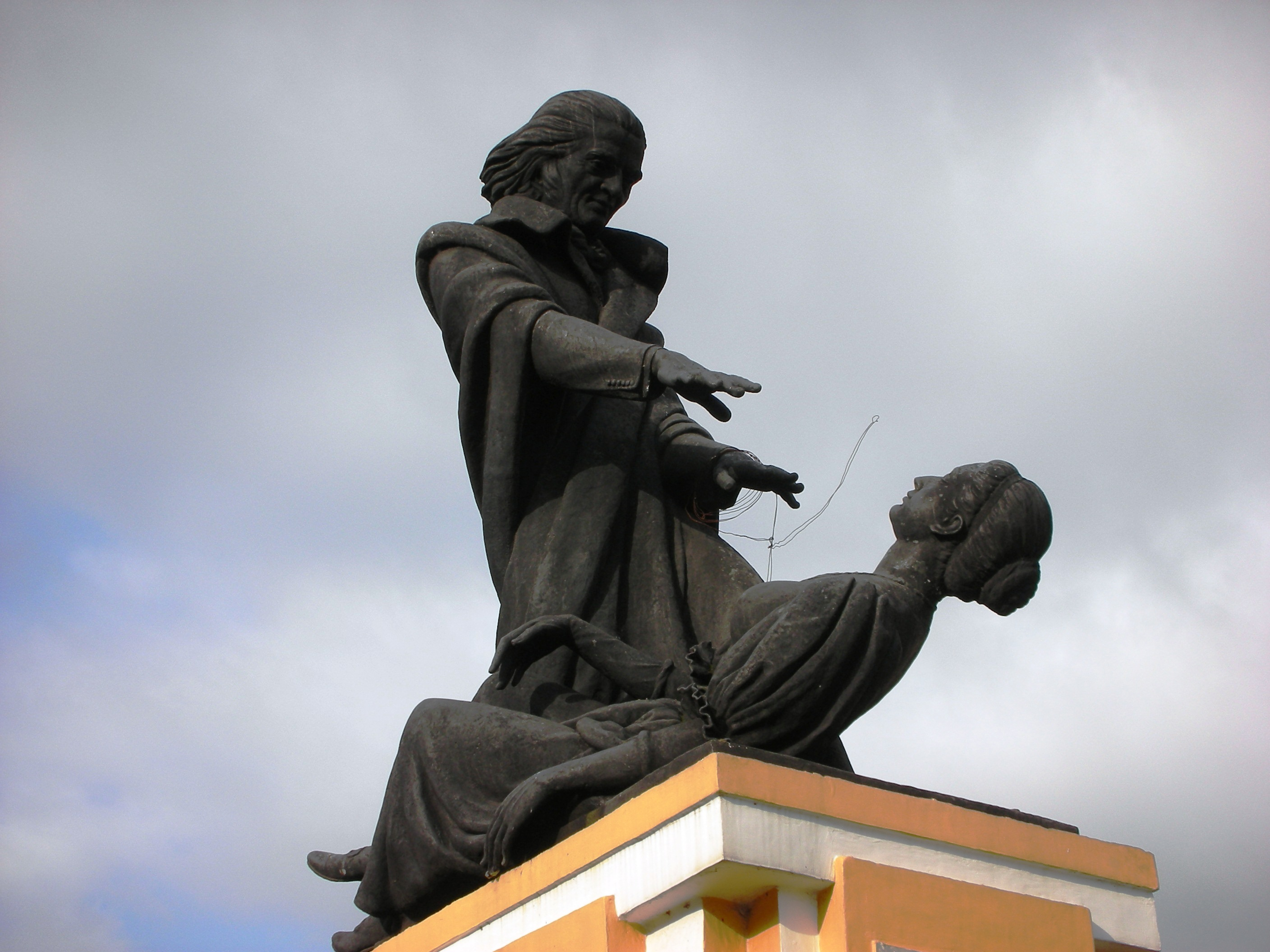
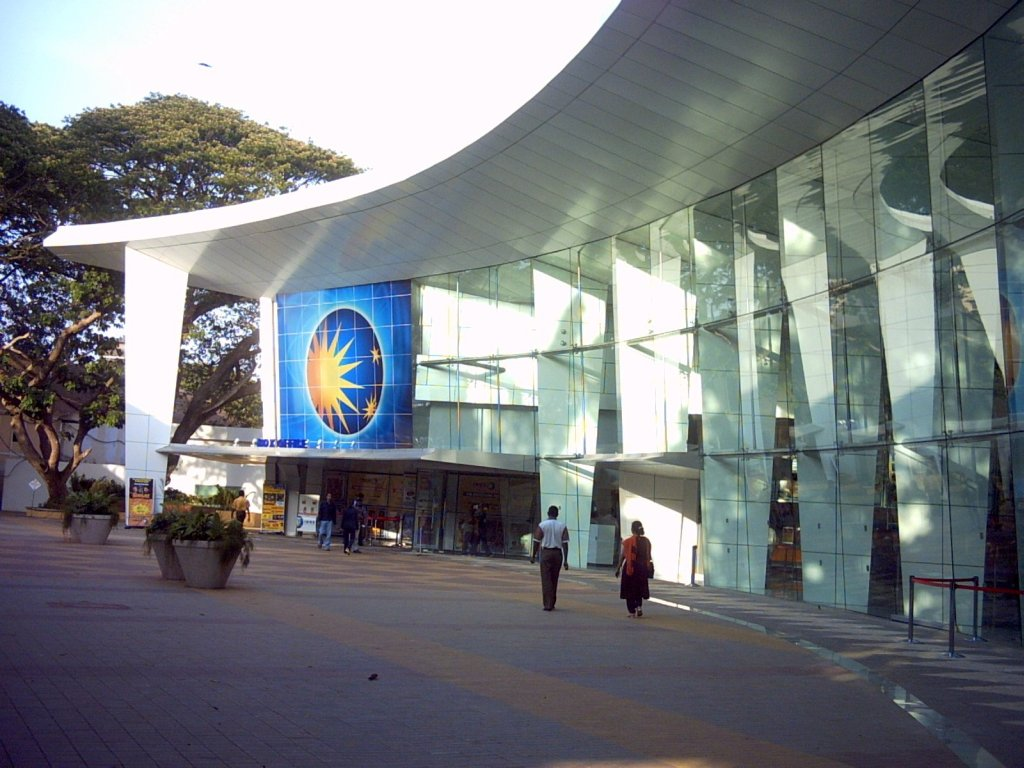
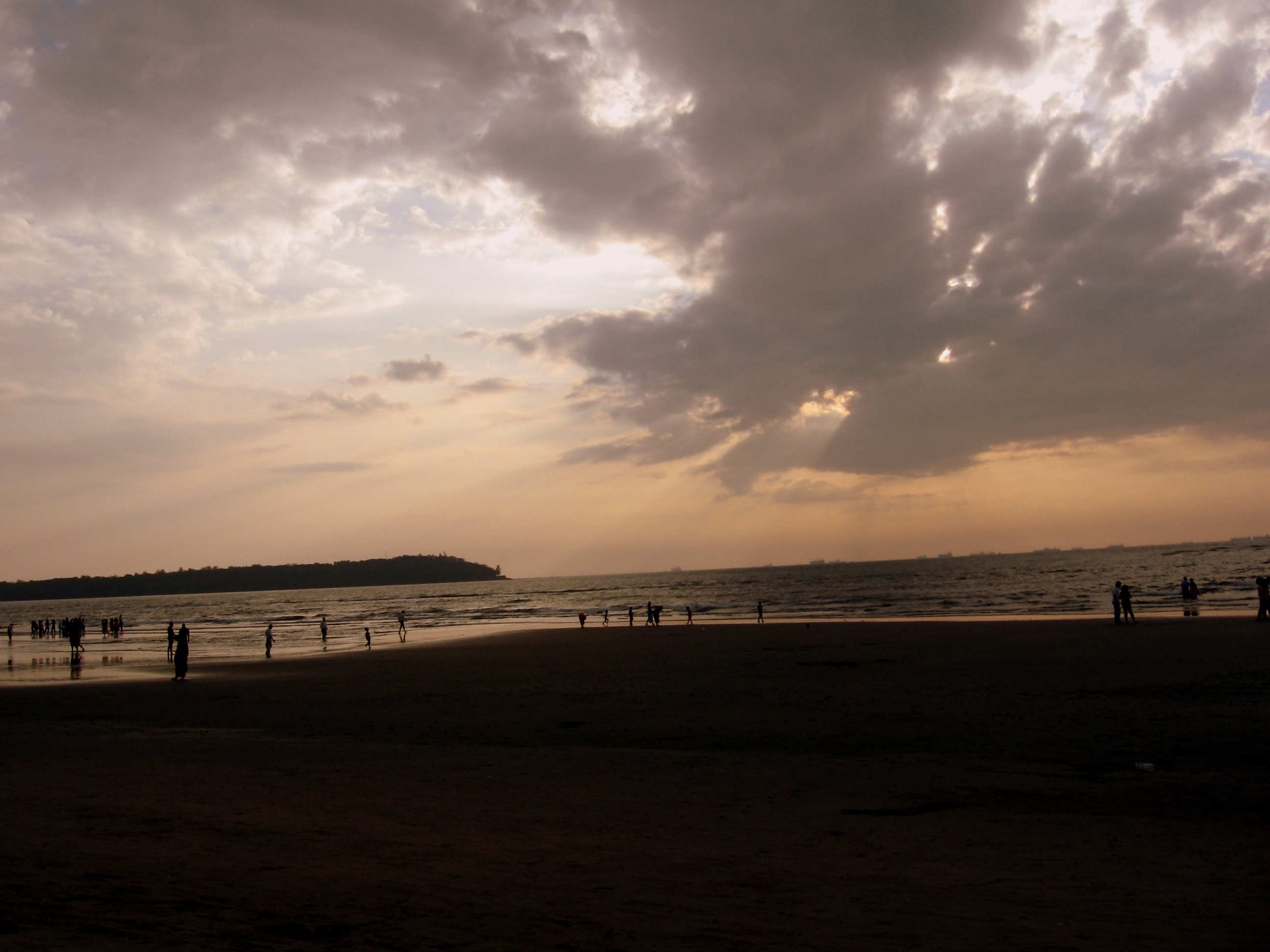
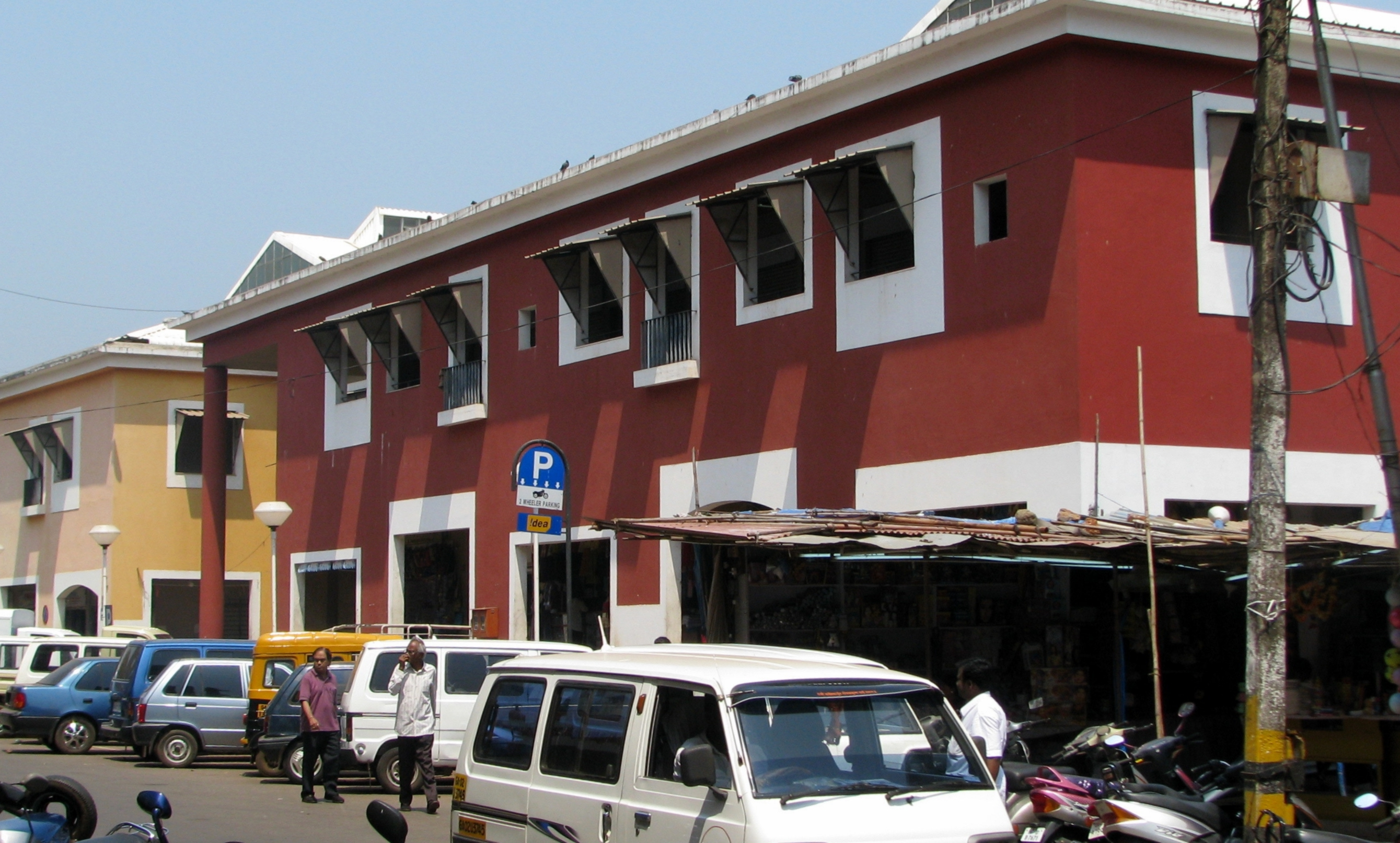
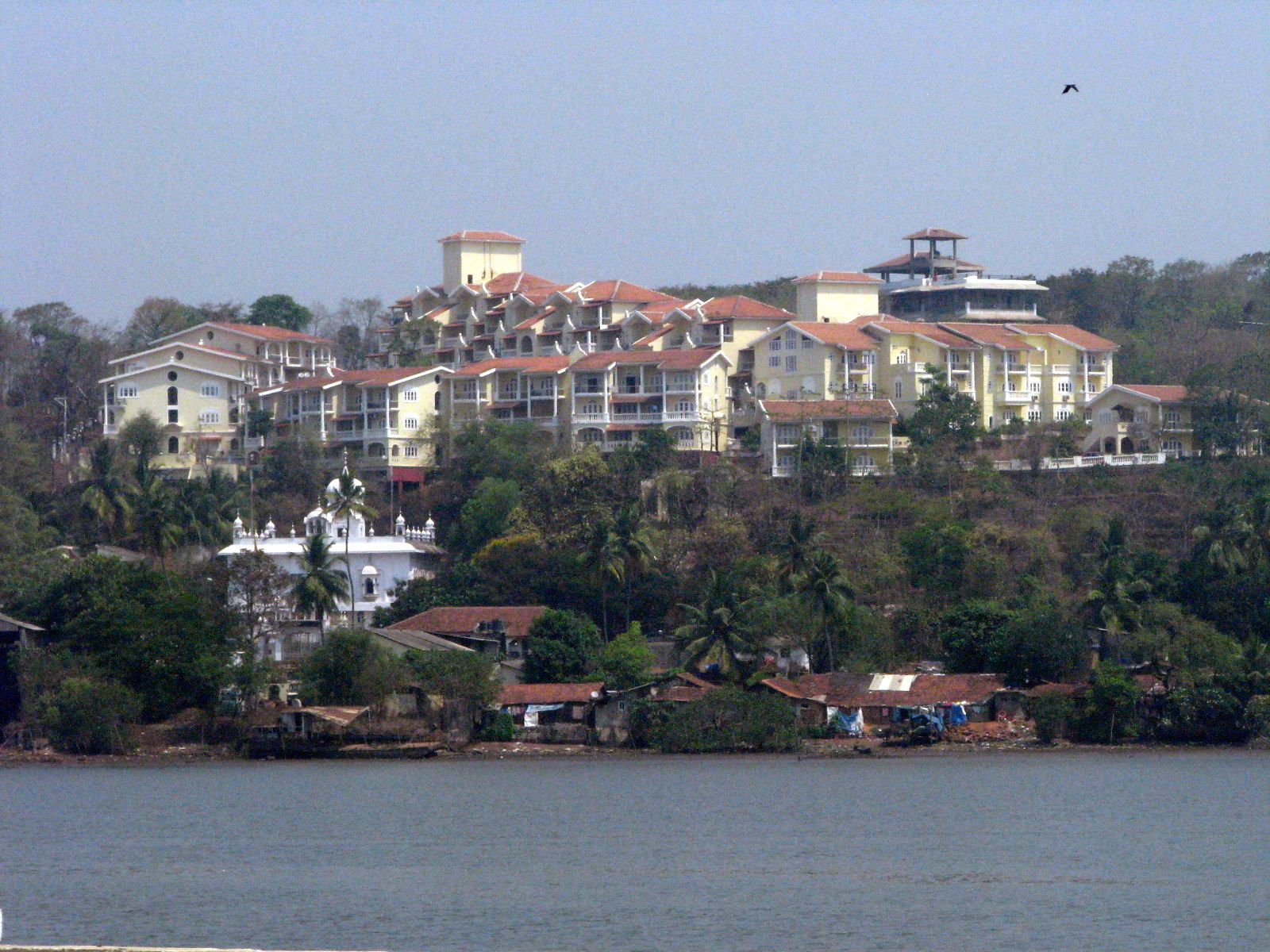
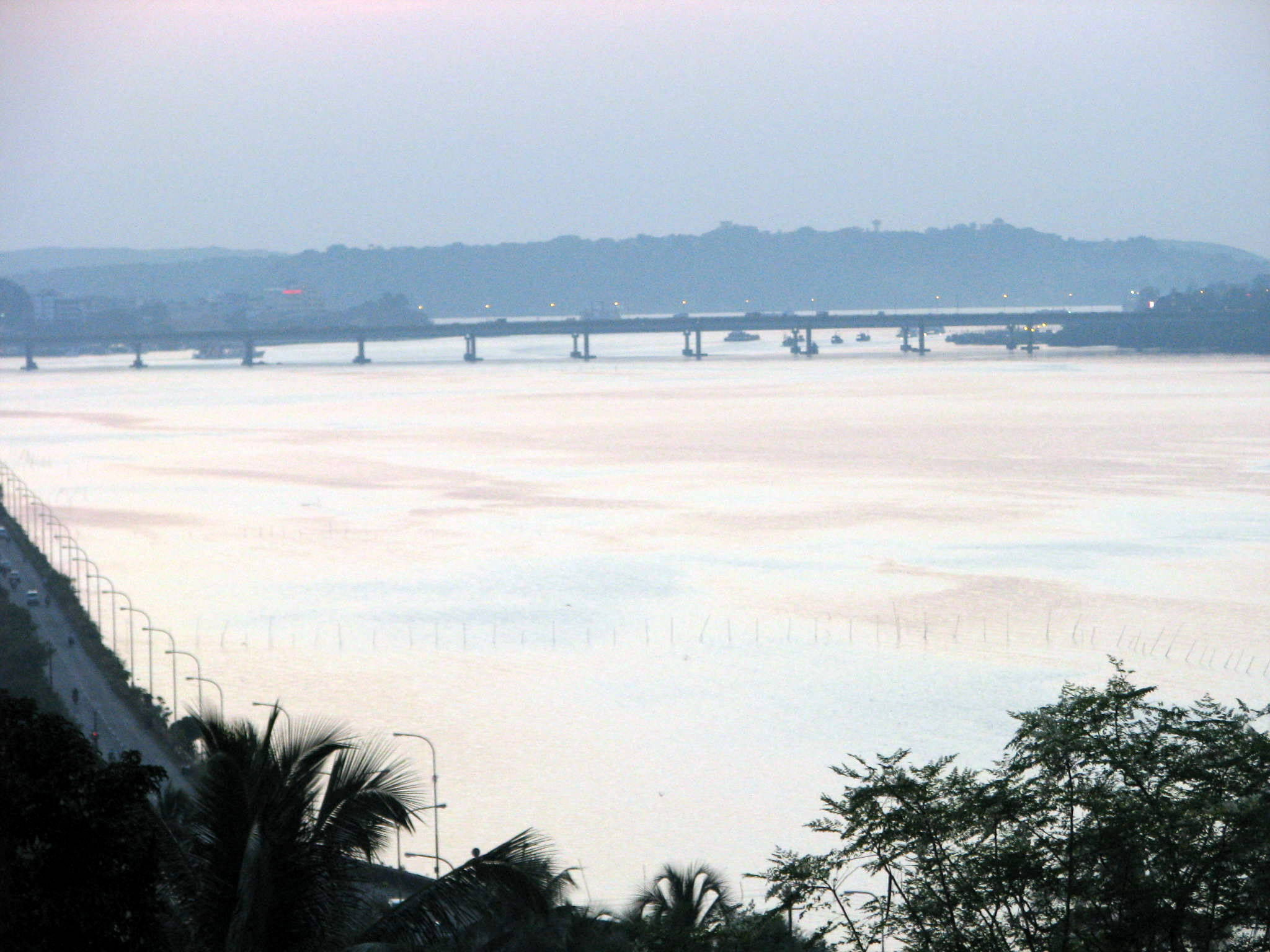
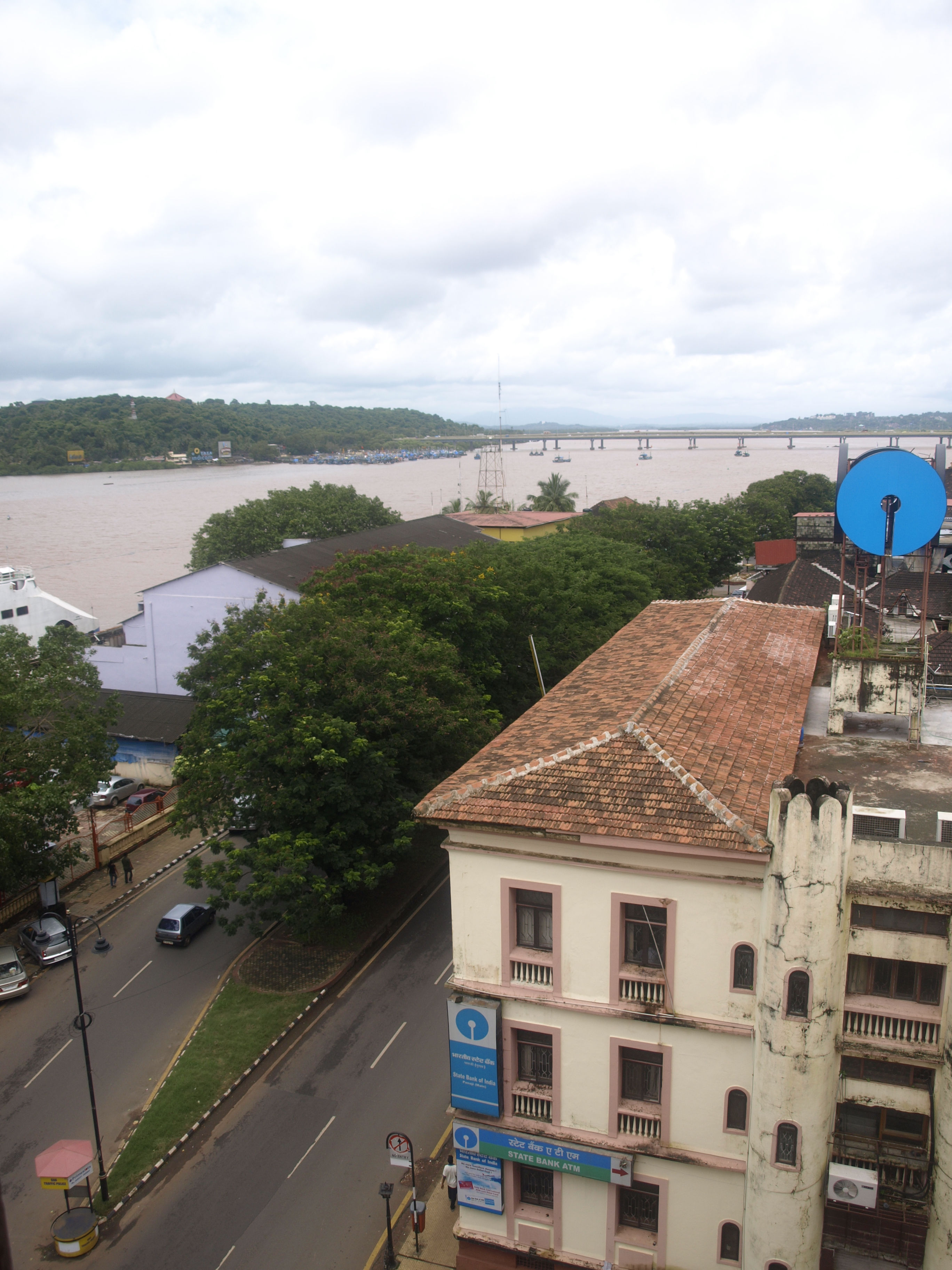
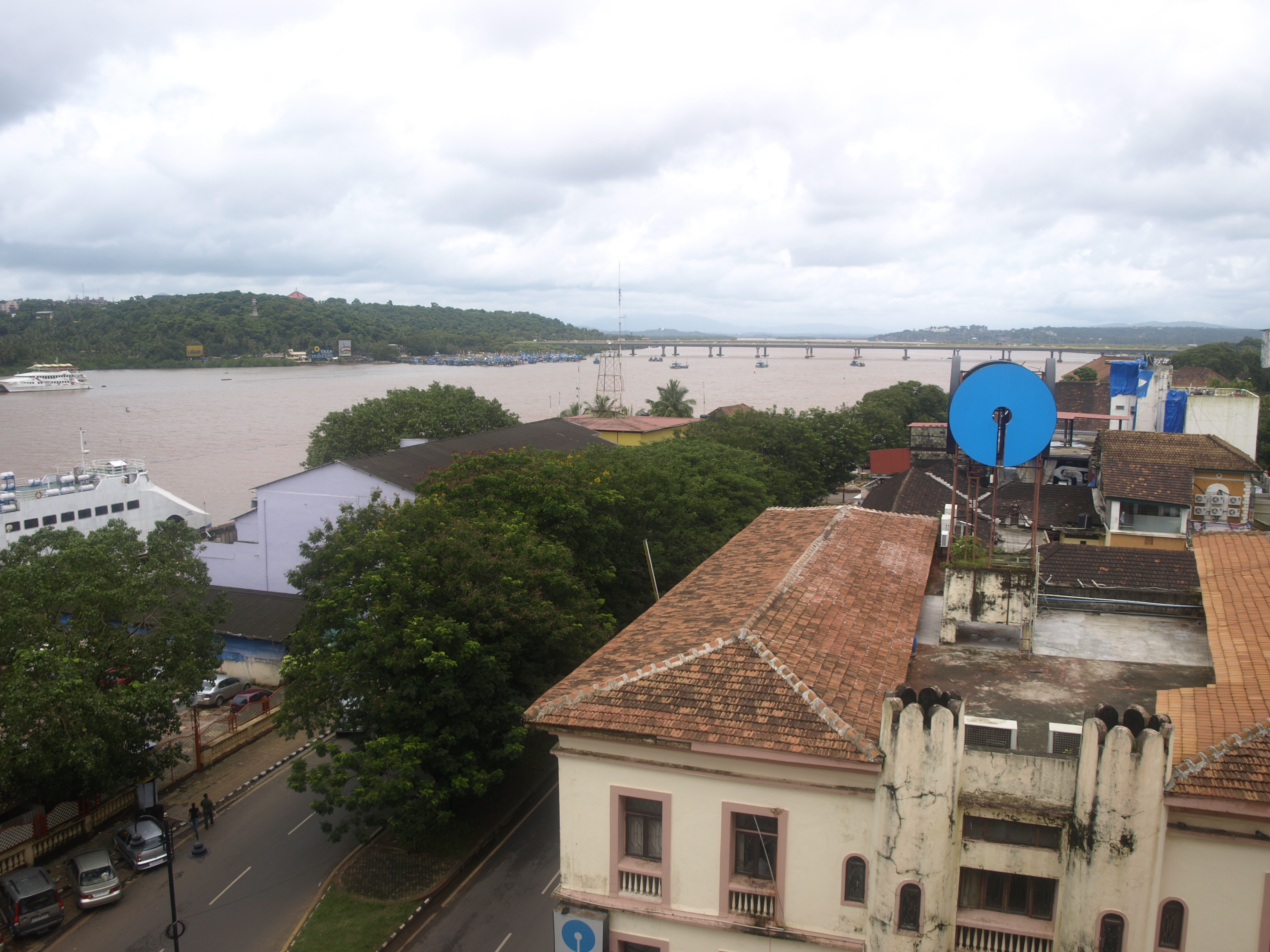
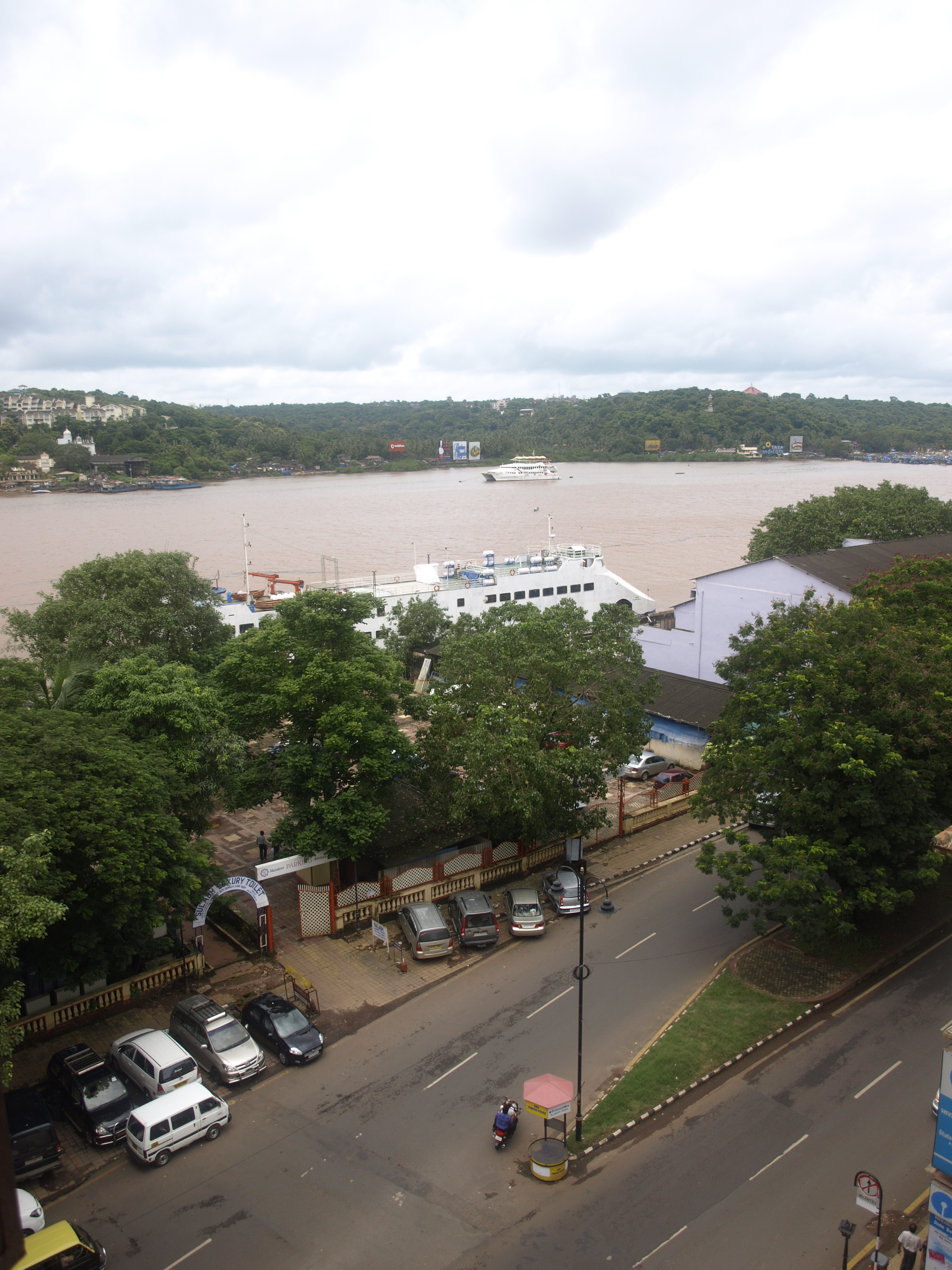
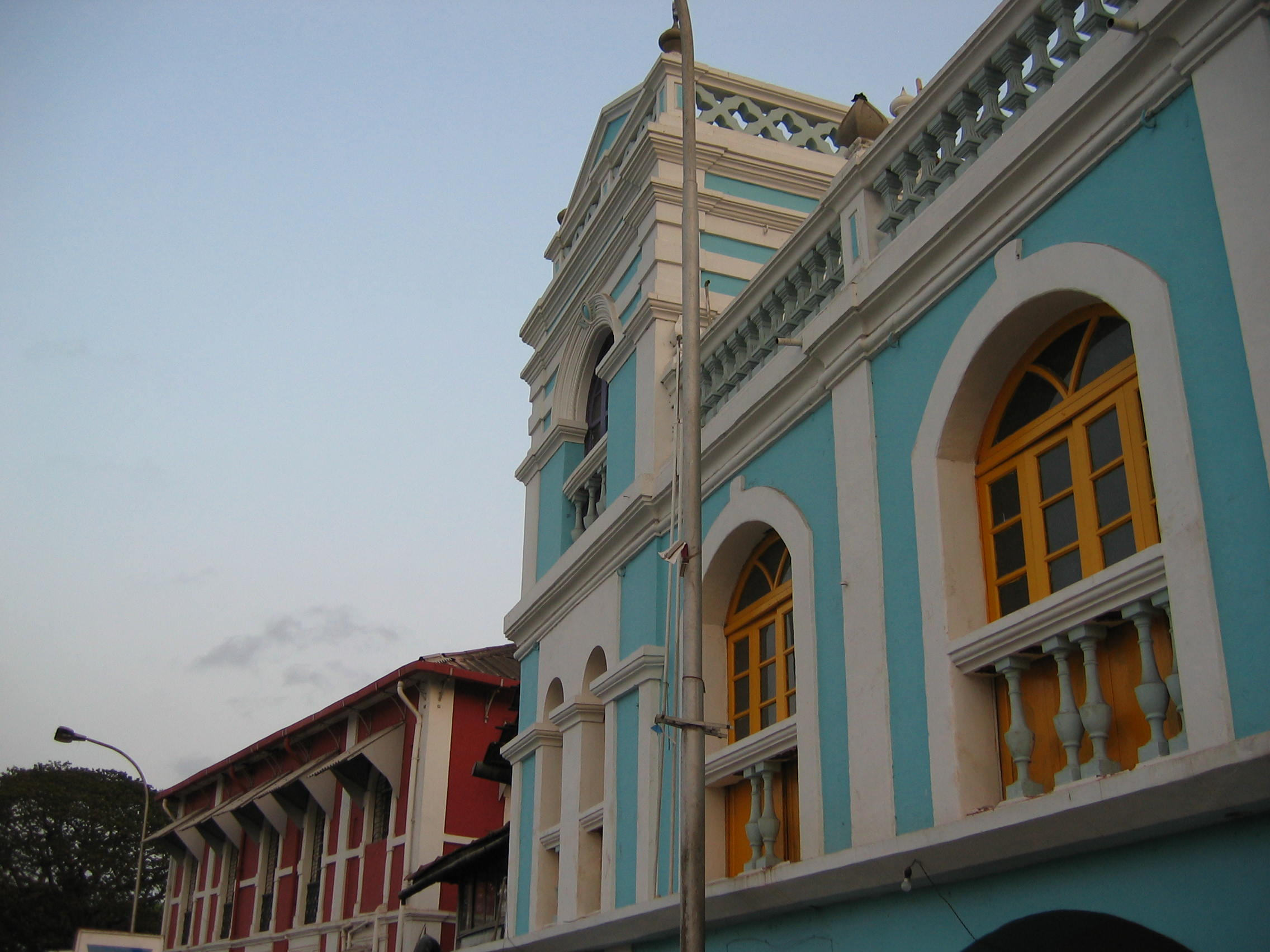
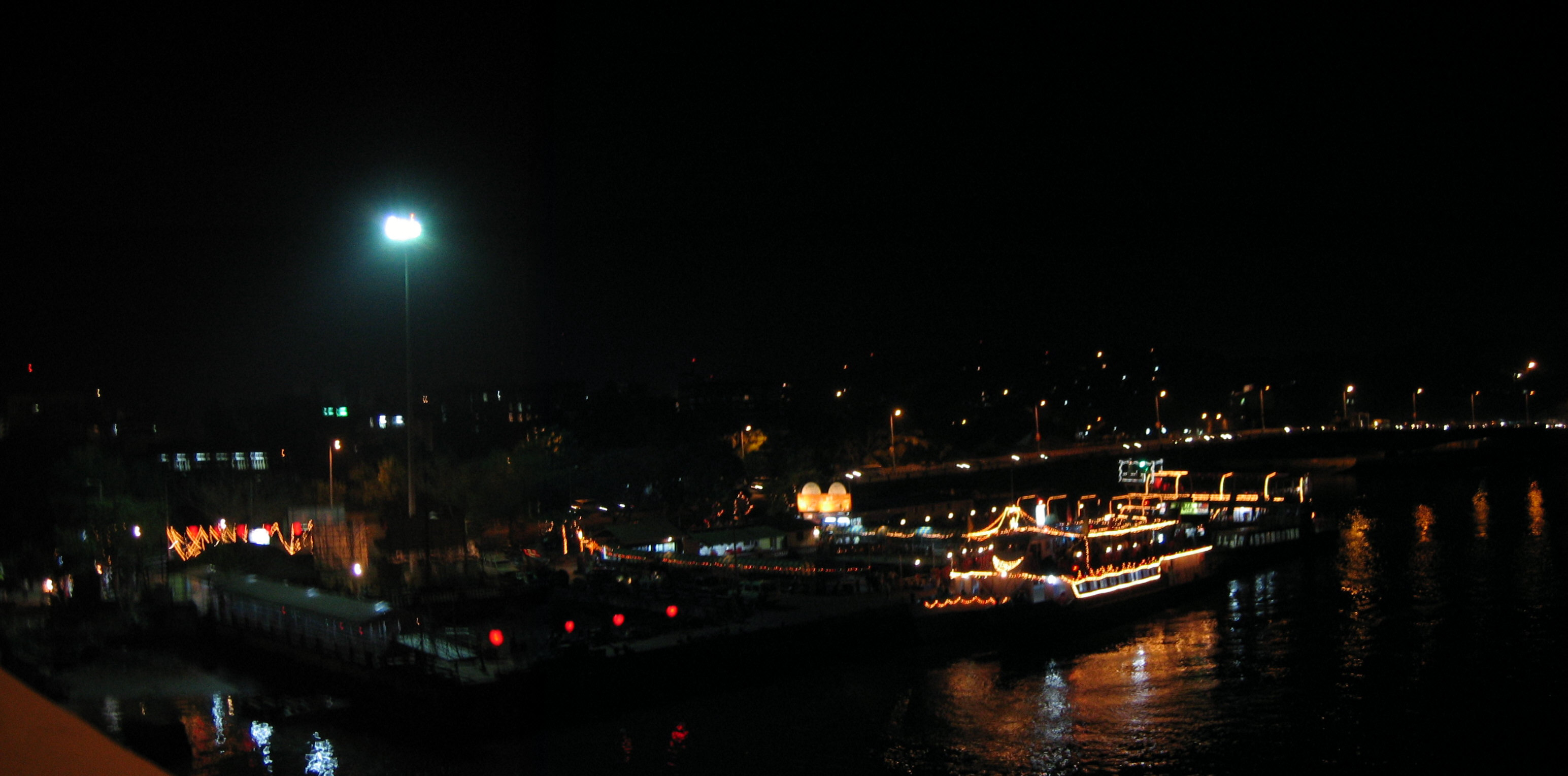
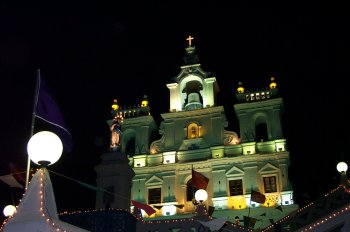
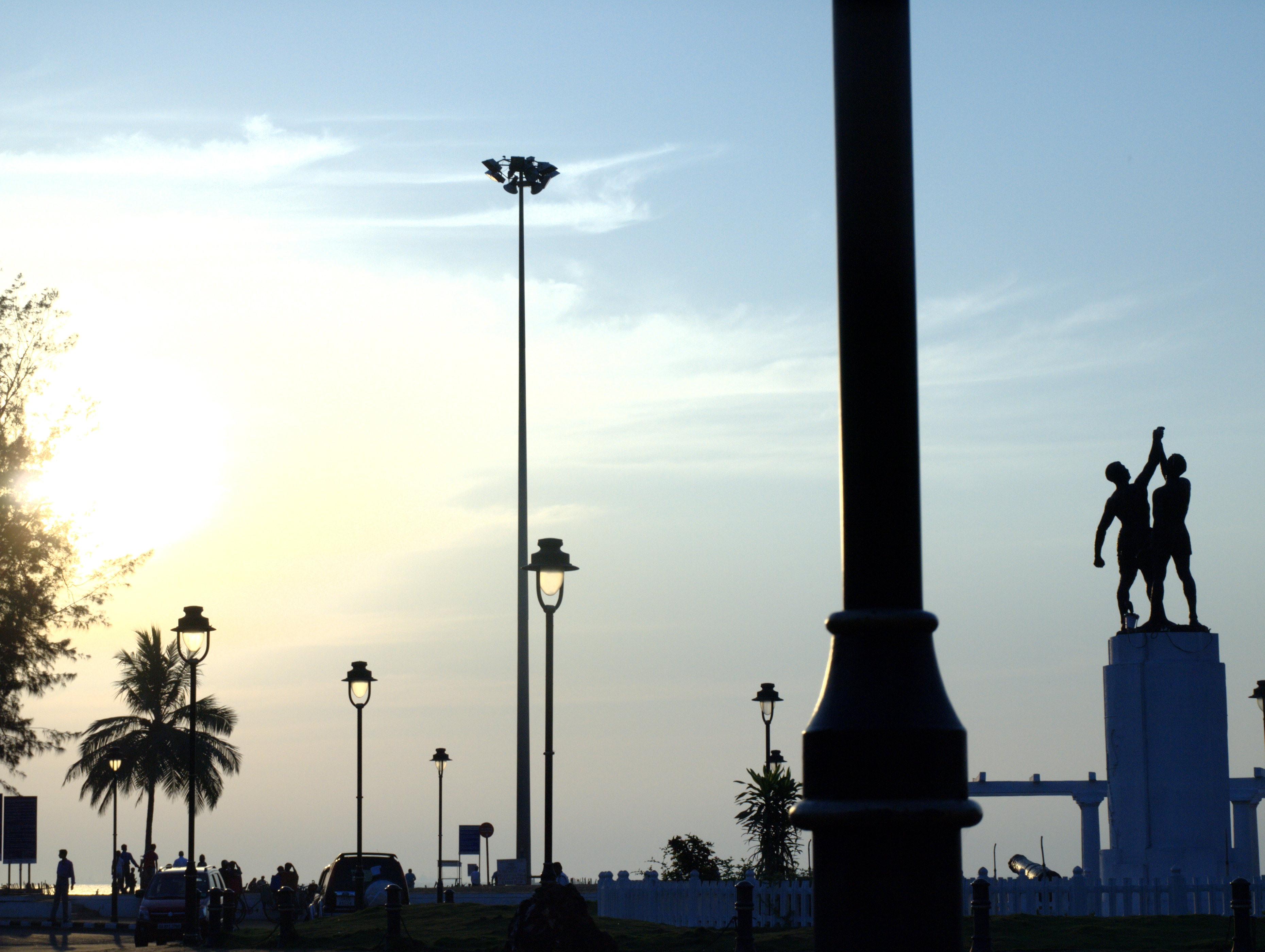
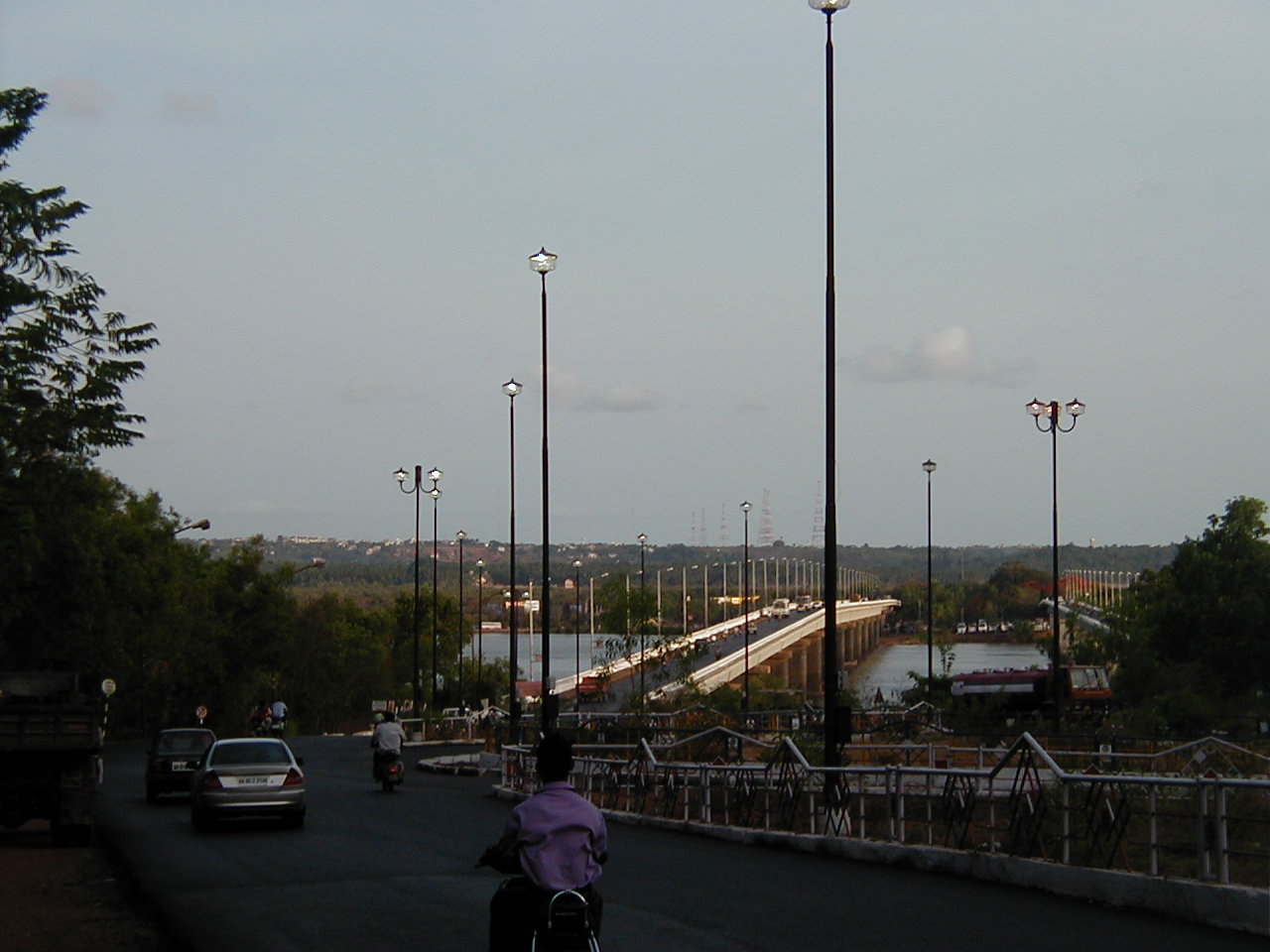
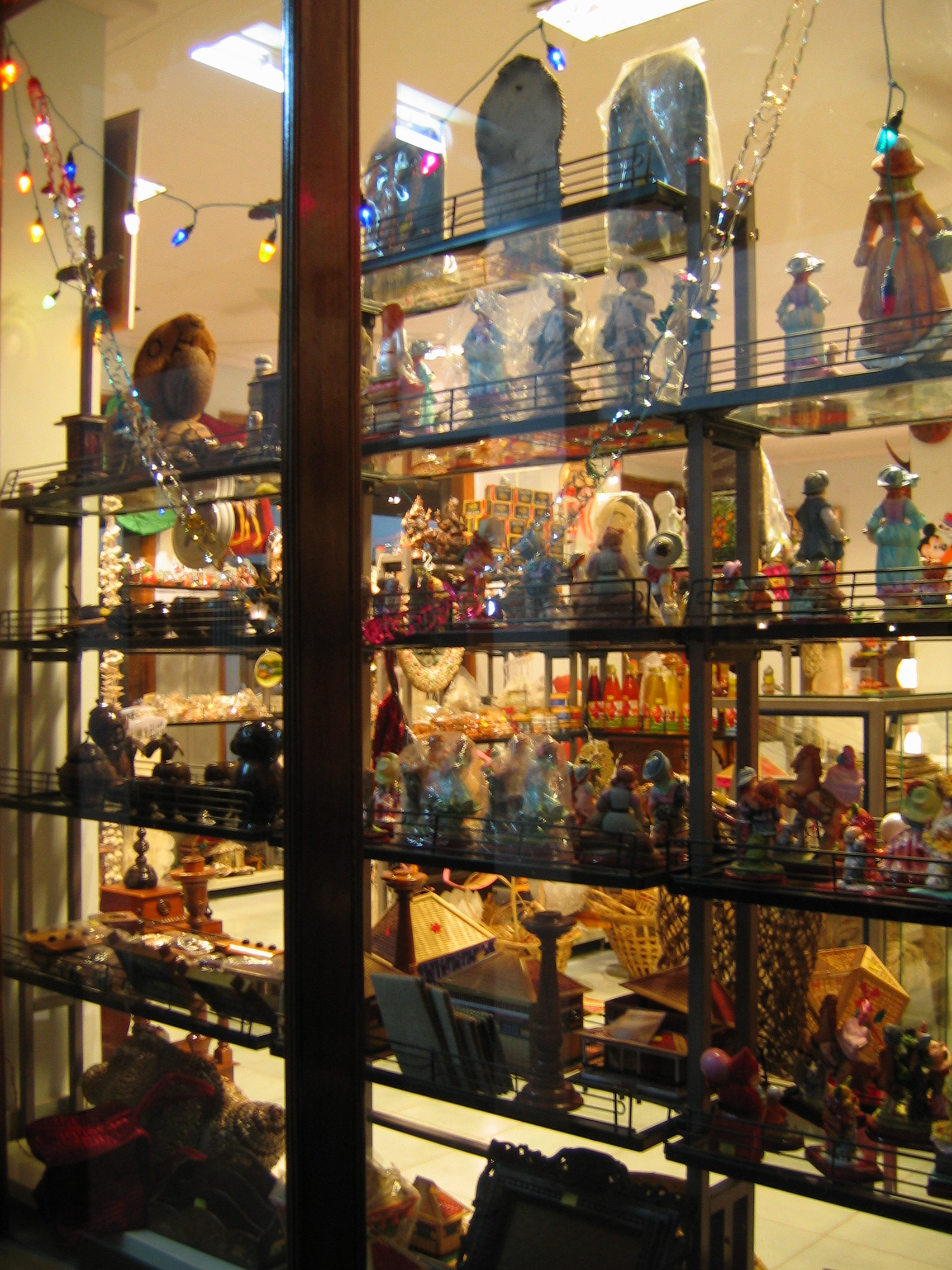